# G-Man
G-Man («Джи-мэн») — персонаж серии компьютерных игр Half-Life, который присутствует во всех её играх начиная с Half-Life 1998 года выпуска. Появляясь в образе человека в деловом костюме и с кейсом, G-Man на протяжении всей серии остаётся таинственным персонажем, создающим одну из основных интриг в сюжете. Он обладает сверхчеловеческими способностями, а его личность, планы, намерения и мотивы остаются неизвестными, не позволяя однозначно определить его как положительного или отрицательного героя. Однако, очевидно, он враждебен Альянсу.
Впервые G-Man появляется в самом начале игры Half-Life. Он был замешан в сюжетообразующем инциденте, произошедшем в научно-исследовательском комплексе «Чёрная Меза» и последующих за этим событиях, разворачивающихся на протяжении всей серии. Способности главного героя серии Гордона Фримена, проявленные в Half-Life, привлекли его внимание, и в результате бывший учёный перешёл под контроль G-Man’а, став орудием в его неясных делах. В Half-Life 2 G-Man использовал Фримена для противостояния Альянсу, инопланетной организации, правящей на Земле.
Во всех играх G-Man’а озвучивает Майкл Шапиро, который также озвучил Барни Калхауна.

## Основные появления и роль в играх

### Half-Life
Впервые G-Man встречается в начале Half-Life, во время поездки Гордона Фримена на монорельсовом поезде комплекса «Чёрная Меза»: он стоит вместе с неизвестным учёным в вагоне на параллельной ветке монорельса. Перед началом эксперимента G-Man о чём-то спорит с другим учёным в закрытом кабинете в Секторе С. После провала эксперимента и начала инцидента в Чёрной Мезе, человек в костюме часто встречается в самых разных уголках исследовательского комплекса, невозмутимо наблюдая за действиями Гордона вплоть до телепортации оного в мир Зен.
После того, как Гордон убивает Нихиланта — лидера цивилизации Зена и финального босса Half-Life, — G-Man забирает его с места битвы, спасая от гибели, и встречается с ним лицом к лицу. Неведомым образом G-Man лишил Гордона всего оружия, прокомментировав, что «…бо́льшая его часть принадлежала правительству. Что касается костюма — я думаю, вы его заслужили». Перемещая его по различным локациям Зена, G-Man говорит, что был впечатлён тем, как Фримен справился с «достаточно грязной частью работы». В одной из локаций, где на песке разбросаны техника и солдаты поверженных сил HECU, G-Man сообщает, что благодаря действиям Фримена мир Зен теперь находится под контролем его нанимателей. В конце игры он переносит Гордона в знакомый вагон монорельса Чёрной Мезы, мчащийся в абсолютной темноте с мелькающими белыми точками. G-Man объявляет, что порекомендовал услуги Фримена своим нанимателям и предлагает учёному работать на него. В открывшейся двери вагона образуется портал, куда G-Man приглашает Фримена войти в знак согласия. В противном случае же, учёного ждёт «битва без шансов на победу»: при отказе, игрок действительно оказывается перед армией из остатков цивилизации Зена. При согласии, G-Man помещает Фримена в стазис и обещает увидеться с ним позже.
События Half-Life 2 подразумевают, что Гордон Фримен принял предложение G-Man’а и перешёл под контроль этого таинственного агента.

### Half-Life: Opposing Force
В сюжетном спин-оффе Half-Life: Opposing Force видно, что ещё до событий в Чёрной Мезе G-Man заинтересовался главным героем этой игры Адрианом Шепардом, капралом спецподразделения HECU. Находясь в тренировочном лагере, можно заметить G-Man’a в окне, разговаривающего с главнокомандующим и иногда поглядывающего на Шепарда. В своём дневнике, приведённом в официальном руководстве к Opposing Force, Адриан пишет, что человек в костюме постоянно наблюдал за ним во время тренировок, и пересказывает о слухах среди солдат, считающих, что он не то правительственный агент, отвечающий за вербовку войск, не то связан с некой исследовательской командой; на самого Адриана G-Man произвёл впечатление какого-то юриста.
G-Man не обделил капрала вниманием и во время инцидента в Чёрной Мезе. Сначала он спасает Шепарда, открыв дверь и выпустив его из комнаты, наполняющейся радиоактивной жидкостью. Однако позже G-Man закрывает ангарную дверь прямо перед носом Шепарда, не дав ему эвакуироваться из исследовательского комплекса вместе с другими солдатами HECU. Ближе к концу игры G-Man активирует ядерную бомбу чёрных оперативников, отключённую Шепардом ранее, тем самым приговорив Чёрную Мезу к уничтожению.
В конце Opposing Force, после столкновения Адриана Шепарда с Геночервём, G-Man переносит капрала в вертолёт, и они вместе летят по пустыне Нью-Мексико — так же, как Шепард летел вместе с однополчанами в начале игры. G-Man объясняет Адриану, что до сих пор не встретился с ним лично, поскольку был сильно занят. Он говорит, что не может закончить свой отчёт, пока не приведёт все дела в порядок. Наибольшей проблемой, по его словам, был исследовательский комплекс «Чёрная Меза», однако она разрешилась сама собой — как раз в этот момент задний план охватывает мощная вспышка, возвещающая о том, что Чёрная Меза уничтожена ядерным взрывом. Тем не менее, сам Адриан Шепард остаётся опасным свидетелем. G-Man признаётся, что ему нравятся такие люди, как Шепард — способные выживать в любой ситуации («Они напоминают мне меня самого»), однако его наниматели не так доверчивы. Поэтому G-Man, с их позволения, решает сохранить Шепарду жизнь и поместить его в безопасное место, где тот будет избавлен от «непреодолимого человеческого искушения всё рассказать». Со словами «Я уверен, для вас это не самая худшая альтернатива» G-Man заходит в портал, образовавшийся за дверью в кабину вертолёта, и исчезает, оставив Адриана Шепарда летящим в чёрной пустоте.

### Half-Life 2
В игре Half-Life 2, спустя около двух десятилетий, G-Man пробуждает Гордона Фримена из стазиса для работы, на которую тот согласился в Half-Life. Лицо G-Man’а возникает на фоне комнаты Чёрной Мезы с антимасс-спектрометром, где начался инцидент в Half-Life, и на фоне Цитадели Альянса, которую Гордону Фримену ещё предстоит посетить. G-Man подмечает, что «нужный человек не в том месте может перевернуть мир», но не объясняет Фримену поставленные задачи и практически не комментирует произошедшие в отсутствие Гордона события. G-Man просто внедряет его в Сити 17 — главный земной город Альянса, могущественной инопланетной империи, захватившей Землю после событий Half-Life. Как и в первой части, G-Man постоянно следит за путешествием Гордона, которое, вероятно, складывается согласно его планам. Появления G-Man’а на уличных экранах в Сити 17 и мелькания где-то вдалеке сопровождают игрока на протяжении всей Half-Life 2 вплоть до финала.
Деятельность Фримена влечёт за собой открытое восстание Сопротивления против Альянса. В Цитадели Гордон доводит до уничтожения главный реактор, на котором работал телепорт пришельцев. В тот момент, когда взрывная волна от повреждённого телепорта должна накрыть Гордона и его напарницу Аликс Вэнс, время останавливается, и перед Фрименом снова появляется G-Man. Он сообщает, что Фримен настолько хорошо справился с работой, что он получил несколько «интересных предложений» на его счёт, которые должны быть рассмотрены в сложившейся необычной ситуации. Унося Гордона сквозь пространство и извиняясь за своевольность своих действий, он обещает, что Фримен узнает смысл происходящего при неких определённых обстоятельствах, о которых G-Man не вправе говорить. Больше не ссылаясь на своих нанимателей и не предлагая Фримену «иллюзию свободного выбора», G-Man снова помещает его в стазис, пообещав, что освободит героя, когда придёт время.

### Half-Life 2: Episode One
Развитие сюжетной линии с G-Man’ом происходит в продолжении Half-Life 2: Episode One, где тот навещает Гордона Фримена практически сразу же после того, как оставил его в стазисе в Half-Life 2. Едва G-Man хочет сказать что-то, как удивлённо озирается: в их разговор вмешивается группа дружественных людям пришельцев-вортигонтов, предстающих в светящемся фиолетовом покрове; эти же вортигонты спасают от взрыва реактора застывшую в остановленном времени Аликс Вэнс. Вортигонты неизвестной силой отгораживают Фримена от G-Man’а — таким образом, они уводят его из под контроля, а затем телепортируют прочь. Перед этим G-Man раздражённо поправляет свой галстук и произносит единственную за игру фразу: «Это мы… ещё посмотрим» (англ. «We’ll see… about that»). Таким образом, в Episode One G-Man теряет контроль над Гордоном Фрименом и больше не появляется в этой игре.

### Half-Life 2: Episode Two
G-Man находит возможность снова встретиться с Гордоном Фрименом в Half-Life 2: Episode Two — в главе «Кольцо ворта», где группа вортигонтов, приняв фиолетовое обличие на глазах у Гордона, пытаются исцелить находящуюся при смерти Аликс Вэнс. Воспользовавшись этим моментом — когда вортигонты не могут помешать ему, — G-Man вновь является перед Фрименом, показываясь на фоне помещения Чёрной Мезы, базы «Белая Роща» и неизвестной арктической станции. Как выясняется, G-Man разделяет мнение вортигонтов о некой особой ценности Аликс: именно он спас её из Чёрной Мезы во время событий Half-Life, когда она была ещё ребёнком, причём G-Man сделал это по собственной инициативе — его наниматели не придавали Аликс никакой значимости. «Я не привык, чтобы мои усилия пропадали втуне, и я уверен, что её значимость значительно выше, чем предполагалось вначале». Поэтому G-Man, напомнив Гордону, что тот обязан ему жизнью, просит сопроводить Аликс в базу Сопротивления, Белую Рощу. Сам G-Man, по его словам, не имеет желаемого простора для деятельности и связан «определёнными ограничениями». Перед тем, как исчезнуть, G-Man наклоняется над лежащей без сознания Аликс и внушает девушке передать сообщение её отцу, Илаю Вэнсу: «Будь готов к непредвиденным последствиям» (англ. «Prepare for unforeseen consequences»). Далее G-Man ещё пару раз встречается в игре, наблюдая за Гордоном Фрименом на его пути в Белую Рощу.
Когда Аликс и Гордон прибывают в Белую Рощу, они, вместе с Илаем Вэнсом, просматривают секретное сообщение от Джудит Моссман и узнают об обнаружении ледокола «Борей», на борту которого находится некая мощная и опасная технология. В этот момент на экране мониторов на мгновение появляется нечёткое изображение G-Man’а, при виде которого Аликс на несколько секунд впадает в транс и передаёт отцу его послание «Будь готов к непредвиденным последствиям». Оставшись наедине с Фрименом, Илай раскрывает ему, что тоже знает о человеке в костюме (в диалоге он саркастически называет его «наш общий друг»), и что кристалл, из-за которого произошла катастрофа в Чёрной Мезе, был привезён именно G-Man’ом. А те же слова о «непредвиденных последствиях» G-Man лично передал Илаю перед началом инцидента. Илай Вэнс обещал ещё многое рассказать Гордону позже, однако в конце Half-Life 2: Episode Two он погибает. G-Man же, после передачи послания, в Episode Two больше не появляется.

### Half-Life: Alyx
В Half-Life: Alyx G-Man появляется только в конце игры, в Бункере. Он помещает Аликс в место вне времени и пространства. Когда она спрашивает про Гордона Фримена, он говорит, что для содержания Гордона не понадобилось бы таких мер. На её вопрос о том, кто он, G-Man отвечает, что это не так важно, как то, что он может ей предложить за пройденный путь. Он говорит, что многие считают судьбу неизменной, но его работодатели так не думают и позволили ему «подталкивать» события в нужном направлении. Он предлагает Аликс что-то изменить по её желанию, на что она просит убрать Альянс с Земли. G-Man отвечает, что это слишком большое изменение и что оно не в интересах его нанимателей. Вместо этого он предлагает ей то, что она «хочет, не зная об этом» и передаёт ей свой кейс. После этого он перемещает её в концовку Half-Life 2: Episode Two. G-Man предлагает Аликс, используя её способности, предотвратить гибель отца. После этого он помещает её в стазис, и на экране, подобно концу Half-Life, появляется надпись о том, что она «нанята».
После концовки можно увидеть от лица Гордона Фримена сцену, подобную концовке Half-Life 2: Episode Two, с тем отличием, что «воскрешённый» Илай Вэнс беспокоится из-за того, что «сукин сын с его „непредвиденными последствиями“» забрал Аликс, и поручает Гордону разобраться с этим, передав ему принесённую Псом монтировку. Также в это время G-Man’а можно увидеть идущим по лестнице слева.

## Прочие появления
Помимо ключевых сцен разговоров с главными героями, G-Man часто появляется в различных местах игры на протяжении почти всей серии Half-Life. В большинстве таких появлений G-Man наблюдает за действиями игрока (героев Гордона Фримена и Адриана Шепарда). G-Man всегда остаётся недосягаем для него: либо к точке его наблюдения по тем или иным причинам нельзя добраться, либо к тому времени G-Man’а там уже не оказывается. Часто он уходит из поля зрения в места, добравшись до которых, игрок обнаруживает, что из них нет выхода и G-Man непонятным образом исчез. Несколько раз в играх можно увидеть, как G-Man заходит в портал и перемещается в неизвестном направлении. Кроме того, G-Man’а невозможно убить: ни одно оружие игрока, даже противотанковый гранатомёт, не наносит ему вреда. В Half-Life и её дополнениях снаряды бесполезны против G-Man’а, а в Half-Life 2 и эпизодах он является, технически, союзным NPC, которому игрок не может нанести урон. Находясь вблизи противников игрока, G-Man сохраняет спокойствие и равнодушие, а сами противники совершенно не обращают на него внимания, словно для них он невидим.
Подобным же образом, не играя ключевой роли в сюжете, G-Man единожды встречается в двух дополнениях к Half-Life — Half-Life: Blue Shift и Half-Life: Decay. В Blue Shift это происходит во второй главе «Insecurity», где игрок в роли охранника Барни Калхауна видит G-Man’а проезжающим в вагоне монорельса. В Decay он появляется в первой главе «Dual Access», когда главные героини Джина Кросс и Колетт Грин поднимаются на остеклённом лифте после регистрационного сканирования: G-Man проезжает мимо них вниз на смежном лифте. Одноразовое появление G-Man’a в этих двух играх, вероятно, показывает, что он совсем не интересуется действиями этих персонажей и, в отличие от Гордона Фримена и Адриана Шепарда, не считает их значимыми. G-Man также появляется в конце демоверсии Half-Life: Uplink, где из окна второго этажа наблюдает за битвой охранника с гаргантюа, после чего поправляет свой галстук и уходит.

## Особенности

### Внешний вид и речь
В играх серии G-Man имеет внешность человека средних лет, худого, с тонкими чертами лица и бледно-зелёными глазами. У него подчёркнуто опрятный вид, он одет в тёмно-синий деловой костюм с галстуком и носит с собой серый дипломат. Иногда попадаясь игроку на глаза, G-Man, как правило, пассивно наблюдает за его действиями. Он всегда спокоен, у него почти равнодушное поведение, будь то даже в разрушенной и заполненной враждебными пришельцами Чёрной Мезе или в постапокалиптическом мире Half-Life 2. В ситуациях, в которых любой другой человек паниковал бы, G-Man лишь поправляет свой галстук или стряхивает пылинки с костюма.
Примечателен странный голос и выговор персонажа. G-Man говорит медленно, «скрежещущей» манерой, ставит неверные ударения, делает ненужные паузы и неуклюже изменяет тон своего голоса, иногда даже в середине слова. Большинство фраз G-Man произносит плоско, механическим тоном и без акцента — «будто ему неудобна человеческая речь», как написано в официальном руководстве Half-Life 2.
Кейс G-Man’а присутствует при нём во всех играх серии, кроме Half-Life 2: Episode One, при этом в Half-Life и её дополнениях на нём изображён логотип исследовательского комплекса «Чёрная Меза». Ни в одной игре серии G-Man не открывает кейс, однако в оригинальной Half-Life можно посмотреть внутрь его игровой модели с помощью программы «Model Viewer» или используя режим «noclip» в игре. Таким способом можно увидеть, что внутри портфеля находятся пистолет в кобуре, три карандаша, некие бумаги, идентификационная карта с фотографией G-Man’а и портативный компьютер.

### Личность и способности
В играх серии намеренно не разъясняется происхождение и личность этого персонажа, но в некоторых публикациях разработчики ссылаются на G-Man’а как на агента некой организации, называя его «зловещим межпространственным бюрократом» (англ. sinister interdimensional bureaucrat). В разговорах с главными героями персонаж неоднократно упоминает о своих «нанимателях» (англ. «my employers»). Судя по словам G-Man’а, бо́льшая часть его действий в отношении Гордона Фримена совершается с их согласия, однако у человека в костюме возникают и собственные интересы, отличающиеся или не связанные с планами его руководителей. К таким относится приглянувшийся ему капрал Адриан Шепард, который в конце событий Half-Life: Opposing Force остался «опасным свидетелем», но был оставлен в живых по личной просьбе G-Man’а. Другой, более важный личный интерес G-Man проявил к Аликс Вэнс, причём тогда, когда она была ещё ребёнком. G-Man спас Аликс во время инцидента в Чёрной Мезе, придавая ей некую значимость, в отличие от тех, кто был с ним не согласен. В Half-Life 2: Episode Two он заявляет Гордону Фримену, что эта значимость стала ещё выше, чем он считал ранее.
Способности, которыми владеет G-Man, сверхъестественны, они очевидно превосходят человеческие. G-Man может не только сам перемещаться во времени и пространстве, но и перемещать другие объекты и людей. Умея манипулировать временем, он может остановить события, чтобы спасти нужного ему человека или ликвидировать неугодного. Начиная с Half-Life 2, заметно, что G-Man способен внедряться в сознание человека, показывая ему то, чего тот никогда не видел и даже то, что ему ещё суждено увидеть. В такие моменты игрок видит лицо G-Man’а прямо перед глазами — эфемерное, быстро появляющееся и исчезающее в разных частях экрана, словно виде́ние, либо же G-Man сам «присутствует» в локациях, которые показывает главному герою. Другой важной особенностью G-Man’a является способность помещать людей в «стазис» с целью «законсервировать» во времени и извлекать при необходимости. Именно это он проделывал с Гордоном Фрименом, и, возможно, туда же он поместил Адриана Шепарда. Однако, G-Man не настолько всесилен, каким может казаться: в Half-Life 2: Episode One выясняется, что ему способны противостоять вортигонты, а в Episode Two он сам признаётся, что не может следить за Фрименом столько, сколько хотел бы, потому что связан «определёнными ограничениями».
В комментарии к модели G-Man’a «npc_gman.cpp» в файлах Source SDK написано: «Purpose: The G-Man, misunderstood servant of the people». Дословно это переводится как: «Назначение: G-Man, неверно понятый служащий людей».
«G-Man» — это единственное известное на данный момент официальное название персонажа, но оно, скорее всего, не является его именем и используется в качестве внеигрового обращения к нему. В разговорном американском английском «g-man» — достаточно часто употребляемое сокращение от government man (буквально «человек правительства») — так называют, например, агентов ФБР. Возможно, что организация, на которую G-Man работает, во вселенной Half-Life является правительственной. В игре же G-Man никогда не представлялся и его имени никто не называл. В дневнике Адриана Шепарда из руководства к Half-Life: Opposing Force главный герой пишет, что сомневается в том, что человек в костюме действительно правительственный агент (англ. «I’m not sure he is a g-man»).

### Персонажи, знающие или видевшие G-Man’а
В отличие от Гордона Фримена и Адриана Шепарда (а также Аликс Вэнс в Half-Life: Alyx), другие игровые герои серии Half-Life — Барни Калхаун, Джина Кросс и Колетт Грин — не общались с G-Man’ом и видели его лишь мельком, видимо, потому что тот не был заинтересован ими. На протяжении всех игр G-Man’а можно увидеть разговаривающим о чём-то с некоторыми второстепенными персонажами, вроде учёных Чёрной Мезы и Одессы Кэббеджа, но в случае встречи с игроком они не упоминают о G-Man’е и о том, какого впечатления они остались о нём. В Half-Life за расплывчатый намёк о G-Man’е можно принять слова Нихиланта, когда он посредством телепатии общается с Фрименом, говоря: «Ты человек… он не человек… тебя он ждёт… тебя…». Некоторые загадочные фразы вортигонтов в Half-Life 2 могут также трактоваться как факт того, что они что-то знают о G-Man’е. Один из вортигонтов в игре наблюдает за G-Man’ом, появившемся на экране телевизора. В Half-Life 2: Episode One они напрямую противостоят G-Man’у, уводя Гордона Фримена из-под его контроля, тем самым показывая недружественное отношение к нему.
Первым человеком, заговорившим с игроком (Гордоном Фрименом) о G-Man’е, стал Илай Вэнс в Half-Life 2: Episode Two, когда Аликс в состоянии транса передала ему послание «Будь готов к непредвиденным последствиям», внушённое ей G-Man’ом: «Последний раз я слышал эти слова в Чёрной Мезе… Ты вошёл в испытательную камеру, и вдруг ОН прошептал их мне на ухо. Ты знаешь, о ком я говорю. О нашем общем друге». Тогда же раскрывается, что именно G-Man принёс кристалл, из-за которого произошёл инцидент в Чёрной Мезе, имеющий катастрофические последствия для всего мира. Илай сожалел, что после предупреждения он не помешал произойти инциденту, но его отношение к G-Man’у показано как отрицательное. «А теперь он использует мою девочку. Говорит её устами. Будь он проклят! Я должен был знать, что он спас её по каким-то чёртовым личным соображениям».

## Создание персонажа

Сетка с лица Фрэнка Шелдона (слева) была использована для более точного построения модели G-Man’а в Half-Life 2

В поддержании атмосферы таинственности G-Man’а разработчик Half-Life, компания Valve, немногим делятся о его создании. Вот что Марк Лэйдлоу, сценарист игровой серии, поведал об идее этого персонажа:

Я помню, как Кен Бёрдвелл пришёл ко мне в офис и мы начали размышлять о том парне, который стоит за всей историей, манипулируя со стороны разными служащими, присутствующими в учреждениях вроде Чёрной Мезы. Там есть учёные и их администраторы, оценивающие работу, люди из правительства, которые за всем следят и представляют некоторые иные интересы — вы не до конца уверены, кто они такие.
Из этого возникла изначальная идея, отсюда мы и приступили к развитию образа. «Что он делает?». «Ну, в действительности он не боевой персонаж». «Тогда что будет, если выстрелить в него?». «Окажется, что его нельзя убить». «И что же это говорит о нём?».
Оригинальный текст (англ.)
I remember Ken Birdwell came into my office and he’d been thinking about the guy who puts all the story in front of the crowbar different functionaries you’d have in an institution like Black Mesa. You have your scientists and their administrators — the tax guys, the government guys who are checking over the books and representing some other interest — and you’re not quite sure who they are.

The original concept was born from that and we developed from there. «What does he do?» — «Well, he’s not actually a combat character». «So what happens when you shoot him?» — «Well, it turns out you actually can’t kill the guy». «So what does that mean about him?»
— Марк Лэйдлоу
В то время, как в играх серии Half-Life, разработанных на движке GoldSrc, используется одна и та же модель G-Man’а, при установленном High Definition Pack модель для оригинальной Half-Life отличается от модели для Half-Life: Opposing Force и Half-Life: Blue Shift (однако, впоследствии это было исправлено патчем). Главное отличие заключается в чертах и выражении лица G-Man’а. Свою разницу также имеет и модель в Half-Life: Decay, в которой графика улучшена на основе HD Pack.
Фрэнк Шелдон, чьё лицо использовалось для компьютерного образа G-Man’а в Half-Life 2, изначально должен был послужить прототипом лица Уоллеса Брина. Однако после того, как сотрудник Valve Corporation разослал остальным зарисовку персонажа, в которой Шелдону посредством Photoshop были сделаны грубо подстриженные волосы и уменьшенные черты лица, разработчики признали, что Фрэнк Шелдон подходит именно для изображения G-Man’а. Лицо Шелдона перенесли в компьютер, втянули щёки и затемнили ресницы, чтобы придать ему зловещий вид. Аниматор Даг Вуд постарался дополнить таинственную личность G-Man’а через выражение лица персонажа. Его взгляду он придал сочувствующее выражение — будто G-Man сожалеет о том, чему подверг Гордона Фримена, но в то же время нарисовал на губах G-Man’а лёгкую усмешку, чтобы запутать игрока в его намерениях.

## G-Man в игровой культуре
Персонаж G-Man стал одной из главных загадок сюжета серии Half-Life, и вместе с тем — её своеобразным символом, наряду со знаком «Лямбда» и монтировкой Гордона Фримена. На сайте GameDaily он занимает пятое место среди «25-и коварнейших злодеев всех времён» (англ. Evil Masterminds of All Time). В феврале 2011 года сценарист серии Portal Чет Фелисзек решил подшутить над догадками игроков касаемо G-Man’а. Он сообщил сайту News.com, что G-Man — загадочная версия Гордона Фримена из будущего и, по совместительству, прадедушка Аликс Вэнс, а после прислал письмо со словами «Конечно же, это была шутка. А может и не была?».
Теории игроков о G-Man’е были воплощены в многочисленных пользовательских модификациях к играм серии Half-Life. Тема оказалась настолько популярной, что G-Man встречается в большинстве таких модификаций, начиная со времён первой Half-Life, когда фанаты гадали, что произошло с Фрименом после его разговора с G-Man’ом в конце игры. Часто в таких модификациях G-Man, как и в официальных играх, будит Фримена, чтобы тот приступил к работе, на которую согласился. Иногда G-Man позиционируется в модификациях как подчёркнуто отрицательный персонаж. Даже в модификациях, в которых он не играет важной роли, G-Man может появляться где-нибудь на задних планах, подобно играм Valve. Такая популярность человека в костюме была даже спародирована в модификации G-Man Invasion, которая превращает большинство игровых моделей Half-Life в G-Man’а и стилизованные под него объекты.
G-Man так же очень часто встречается в юмористическом творчестве фанатов серии Half-Life. В Интернете существует множество изображений и видео, созданных посредством знаменитой модификации Garry’s Mod, где персонаж популярен в гэг-сценах, а его лицо из Half-Life 2 приобретает самые разные и нелепые гримасы. В популярном комиксе «Гражданин: полужизнь и смерть Гордона Фромана», созданном с помощью того же Garry’s Mod, неоднократно пародируется манера G-Man’а странным образом исчезать из изолированных мест: согласно комиксу, он делает это специально для поддержания собственного стиля. В одном из выпусков G-Man заходит в пустое помещение и якобы исчезает, когда главный герой комикса обнаруживает, что на самом деле тот просто спрятался за ящиком.

## Дополнительные диалоги

### Half-Life
В начале Half-Life игрок может увидеть через стекло кабинета в Секторе C, как G-Man ведёт разговор с одним из учёных — довольно напряжённый, судя по поведению персонажей. Дверь в кабинет заперта, а стекло бронировано, поэтому диалоги были изначально записаны приглушёнными. В файлах игры можно найти звуковые дорожки, относящиеся к этому моменту, при этом не все они были использованы в самой игре. Несмотря на неразборчивый звук, фразы G-Man’а являются корректными, и игроками было предложено несколько вероятных вариантов того, что же именно он говорит. Некоторые из трактовок диалогов однозначно согласованы практически всеми, некоторым предложено несколько расшифровок, некоторые же совсем сложны для восприятия:
- «Это не вам решать» (gman_mumble1.wav);
- «Вы не должны препятствовать» (gman_mumble2.wav);
- «Я хотел встретиться и узнать, что вам нужно» или «Я не дам вам ответ, которого вы хотите» (gman_mumble3.wav);
- «Если бы у меня было одно…» — продолжение фразы мало согласовано (gman_mumble4.wav);
- «Мои наниматели передали руководство» или «Мои наниматели не согласны» (gman_mumble5.wav);
- «Вы учёный, и…» — фраза не была согласована полностью; дальнейшие слова расшифровывают по-разному, например «…и боитесь», «…и мошенник»; в конце же G-Man произносит слова несколько высоким тоном, их трактуют как смех или слово из двух фонетически схожих слогов (gman_mumble6.wav);
- (учёный) «Я сто раз говорил вам, насколько я против применения оборудования выше этого уровня» (c1a0_sci_mumble.wav).

В архивах Half-Life также можно найти неиспользованный вариант фразы из монолога G-Man’а в конце игры, которую он говорит при отказе игрока в сотрудничестве:
- «Что ж… Видимо, мы не будем сотрудничать. Никаких сожалений, мистер Фримен, но есть число выживших после устроенной вами резни, которые хотели бы иметь возможность встретиться с человеком, ответственным за полное уничтожение их расы».

### Half-Life 2
На выставке видеоигр E3 2003 был продемонстрирован видеоролик к готовящейся к выходу Half-Life 2, в котором G-Man произносит несколько непрозвучавших в игре фраз:
- «Мы были довольно заняты в ваше отсутствие, мистер Фримен»;
- «Внимание, мистер Фримен, я не собираюсь повторять это ещё раз»;
- «Что ж… Видимо, мы не будем сотрудничать» (на китайском);
- «Так, так… Всё совсем не так, как в былые времена».

Перед выходом Half-Life 2 по Интернету распространялись некоторые звуковые файлы с фразами G-Man’a для сравнения оригинального и русскоязычного озвучивания персонажа. Одна из этих фраз предназначалась для тренировочного курса, который не вошёл в финальную версию игры:
- «Очень умно, мистер Фримен, но вы не должны здесь находиться… по правде говоря, и не находитесь. Возвращайтесь туда, где вам положено быть, и забудьте обо всём этом до нашей новой встречи».

Часть этой реплики («Вы не должны здесь находиться. Забудьте обо всём этом») была также использована в трейлере Half-Life 2: Episode Two: G-Man произносит её, подходя к лежащей без сознания Аликс Вэнс; в самой игре реплика, однако, отсутствует.